# Indurimento per precipitazione
L'indurimento per precipitazione, diversamente dal rinforzo per dispersione (particelle indeformabili) consiste in un insieme di trattamenti termici atti al miglioramento delle caratteristiche meccaniche di materiali metallici, specialmente leghe non ferrose, comprese molte leghe di alluminio, magnesio e titanio. Esso consiste in tre passaggi: solubilizzazione (o "ricottura"), tempra ed invecchiamento. Tramite la solubilizzazione si riscalda il materiale per portare in soluzione gli elementi indurenti o i loro composti(creano una soluzione sovrasatura),che di norma non sono solubili nella matrice a T ambiente. Successivamente tramite tempra si ha il raffreddamento rapido per mantenere in soluzione (anche a bassa T) gli elementi o i composti disciolti ad alta T. Infine si ha l'invecchiamento ossia il riscaldo per brevi tempi alla T di invecchiamento (relativamente bassa).
Questo processo porta alla formazione di precipitati che bloccano le dislocazioni. Il trattamento termico di invecchiamento si esegue sempre dopo le operazioni tecnologiche di costruzione del manufatto, dato che non provoca variazioni dimensionali significative. Per effetto di un opportuno trattamento termico si verifica la formazione di precipitati estremamente fini che ostacolano il moto delle dislocazioni. Le zone in cui si formano tali precipitati sono dette zone di Guinier-Preston. L'effetto del rinforzo è massimo quando i precipitati sono molto fini e coerenti con la matrice. In questo caso, i precipitati generano un forte campo di deformazioni che ostacola efficacemente il moto delle dislocazioni. 
Meccanismo di Ashby: l'entità della tensione per oltrepassare il precipitato coerente è legata alla durezza e modulo elastico del precipitato. Si parla di rinforzo da particelle deformabili perché, aumentando la tensione applicata, una volta raggiunto lo snervamento, le dislocazioni riescono a "tagliare" i precipitati.

## Cinetica e termodinamica

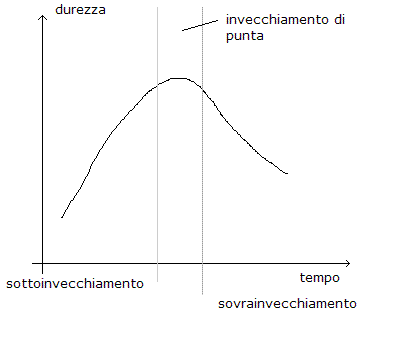
Andamento della durezza in funzione del tempo di invecchiamento

Questa tecnica sfrutta il fenomeno della sovrasaturazione, e richiede un attento bilancio delle forze responsabili della precipitazione e dell'energia di attivazione termica, affinché si verifichino i processi voluti, evitando quelli indesiderati.
La nucleazione avviene a temperature relativamente elevate (spesso appena sotto il limite di solubilità), cosicché la barriera cinetica dell'energia di superficie può essere più facilmente superata e si può ottenere il massimo numero di particelle precipitate. Si accrescono dunque queste particelle a temperature più basse nel processo chiamato invecchiamento. Questo processo è condotto sotto condizioni di bassa solubilità, in maniera tale che la termodinamica permetta la formazione di un volume totale maggiore di formazioni precipitate.
La dipendenza esponenziale della diffusione in funzione della temperatura rende il processo di rafforzamento tramite precipitati, come tutti i trattamenti termici, un processo piuttosto delicato. Una diffusione troppo scarsa (sotto-invecchiamento) renderà le particelle troppo piccole per poter ostacolare con efficacia il movimento delle dislocazioni; d'altra parte un sovra-invecchiamento comporterà particelle in scarsa quantità e troppo distanti tra loro per interagire con la maggior parte delle dislocazioni.

## Progettazione delle leghe
L'indurimento per precipitazione è possibile se il confine di solubilità solida si sviluppa fortemente verso il centro del diagramma di fase. Sebbene sia desiderabile un gran volume di precipitato, abbastanza poco elemento di lega dovrebbe essere aggiunto in maniera tale da lasciare la lega facilmente solubile ad una certa temperatura di bonifica.
Gli elementi usati per il meccanismo della precipitazione, in leghe di alluminio o titanio tipiche, costituiscono circa il 10% della loro composizione. Mentre leghe di tipo binario, con un solo elemento aggiunto, sono più facilmente trattabili dal punto di vista teorico anche come esercizio accademico, le leghe commerciali utilizzano perlopiù tre elementi per l'indurimento per precipitazione, in leghe come la Al-Mg-Cu, o la Ti-Al-V. Possono essere naturalmente aggiunti un gran numero di microalliganti (elementi presenti nella lega in bassissime percentuali) per avere affinamento della grana cristallina, o per aumentare la resistenza a corrosione.
Molte leghe di questo tipo necessitano di temperature di stoccaggio particolari, se si vuole un invecchiamento una volta messe in opera. Ad esempio in una struttura aeronautica, può accadere che si tenga in ghiaccio secco la lega di alluminio da rivettare, ed una volta rivettata l'invecchiamento che avviene a temperatura ambiente serra la struttura insieme. Può anche accadere che effetti di sovrainvecchiamento indesiderati richiedano ulteriori e costosi trattamenti termici in parti della struttura già montata.

## Teoria
Il primo tipo di indurimento per precipitazione forma particelle di seconda fase. Queste impediscono il movimento delle dislocazioni all'interno del reticolo cristallino. Si può determinare se le particelle precipiteranno nella soluzione attraverso lo studio dei diagrammi di fase. Fisicamente, l'aumento di resistenza può essere attribuito sia alla grandezza del particolato che agli effetti di deformazione del reticolo, e all'aumento dell'energia di superficie.
La presenza di particelle in una seconda fase spesso causa deformazioni del reticolo cristallino. Queste distorsioni accadono quando le particelle precipitate differiscono in grandezza in maniera apprezzabile dalle particelle della matrice metallica. Particelle più grandi causano stress interni di compressione, mentre particelle più piccole di trazione. Inoltre anche le dislocazioni introducono nel solido un campo di stress. Sopra una dislocazione si trova uno stress di compressione, e sotto di trazione. Dunque, è presente un'energia di interazione negativa (o positiva, a seconda dei casi) tra la dislocazione e il precipitato che introduce campi di tensione relativi di trazione o compressione, in funzione della posizione e del tipo di precipitato. Per questo motivo, la dislocazione sarà attratta o repulsa dal precipitato.
Le particelle di precipitato possono anche cambiare la rigidezza locale di un materiale. Le dislocazioni, infatti, sono repulse da regioni di alta rigidezza. D'altro canto, il precipitato fa sì che il materiale localmente sia più "attrattivo" per le dislocazioni.
Inoltre, una dislocazione può oltrepassare un precipitato. Questa interazione provoca un incremento nell'area di interfaccia con la matrice metallica del precipitato. L'area generata è:
{\displaystyle A=2rb\pi }
dove, r è il raggio del precipitato e b è il modulo del vettore di Burgers. L'incremento di superficie risultante sarà:
{\displaystyle A=2rb\pi \gamma _{s}}
dove {\displaystyle \gamma _{s}} è l'energia di superficie. Le dislocazioni possono anche aggirare i precipitati.

## Equazioni caratteristiche del fenomeno
Ci sono due equazioni per descrivere i due meccanismi di indurimento per precipitazione.
Le dislocazioni che passano attraverso il precipitato:
{\displaystyle \tau ={\frac {r\gamma \pi }{bL}}}
dove {\displaystyle \tau } è la resistenza del materiale, "r" è il raggio del precipitato, {\displaystyle \gamma } è l'energia di superficie, "b" è il modulo del vettore di Burgers, ed "L" è la distanza caratteristica fra i precipitati. Questo significa che è più semplice per le dislocazioni passare attraverso un materiale con precipitato di più piccolo raggio. Con il crescere del raggio dei precipitati, essi impediscono sempre di più il movimento delle dislocazioni. Dunque aumenta la resistenza del materiale con il raggio.
Dislocazioni che aggirano il precipitato
{\displaystyle \tau ={\frac {Gb}{L-2r}}}
"G" è la rigidezza a taglio. Tramite questa equazione capiamo la relazione fra raggio del precipitato e capacità delle dislocazioni di aggirare lo stesso. Le dislocazioni aggireranno meglio un precipitato con raggio maggiore.
Queste equazioni mostrano come il meccanismo di indurimento per precipitazioni dipenda dalla grandezza delle particelle di precipitato. A piccoli raggi l'attraversamento è il meccanismo dominante, mentre per grandi raggi le dislocazioni aggireranno il precipitato.
Tramite queste equazioni può ora essere chiaro come possa esistere un raggio critico delle particelle, al quale si ottiene il massimo dell'indurimento (indurimento di punta). Questo raggio è tipicamente compreso fra 5-30 nm.

## Alcuni materiali tipicamente induriti per precipitazione
- Leghe di alluminio 2000 (esempi: 2024 e 2019)
- Leghe di alluminio 6000
- Leghe di alluminio 7000 (esempi: 7075 e 7475)
- Acciaio inox 17-4PH (UNS S17400)
- Acciaio Maraging (martensitic aged)
- Inconel 718
- Lega X-750
- Rene 41
- Waspaloy